# جئوم
جئوم (به انگلیسی: GEOM) چارچوب اصلی ذخیره‌سازی اطلاعات در سیستم‌عامل فری‌بی‌اس‌دی است. جئوم در نسخه‌های ۵ به بالای این سیستم‌عامل وجود دارد و یک روش استاندارد برای دستیابی به لایه‌های ذخیره‌سازی در اختیار کاربر قرار می‌دهد. جئوم به صورت ماژولار طراحی شده و هر قسمت آن تحت عنوان یک ماژول در دسترس است و می‌توان این ماژول‌ها را در زمان دلخواه به سیستم متصل کرد. به عنوان مثال، ماژول geom_mirror قابلیت RAID1 را ارائه می‌کند که برای استفاده از این قابلیت باید این ماژول را هم به سیستم متصل کرد. هم‌اکنون ماژول‌های زیادی برای انجام کارهای مختلف موجود است که توسعه‌دهندگان بر روی طراحی ماژول‌های جدید کار می‌کنند. جئوم توسط پل هنینگ کمپ و NAI Labs برای سیستم‌عامل فری‌بی‌اس‌دی طراحی شده است.

## طراحی پشته‌ای
از آنجا که جئوم از یک طراحی ماژولار برخوردار است، ماژول‌ها می‌توانند به صورت پشته‌ای بر روی یک‌دیگر سوار شوند. به عنوان مثال می‌توان بر روی ماژول geom_mirror یک ماژول دیگر برای رمزنگاری (به عنوان مثال geom_eli) را سوار کرد تا در همان حالی که اطلاعات رمزنگاری می‌شوند، به صورت همزمان بر روی چند دیسک سخت هم نوشته شوند.

## ماژول‌های موجود
- geom_stripe (تکنیک RAID1)
- geom_mirror (تکنیک RAID0)
- geom_raid (پشتیبانی از قابلیت RAID بر روی کنترلرهایی نرم‌افزاری raid)
- geom_raid3 (تکنیک RAID3)
- geom raid5 (تکنیک RAID5، اما هنوز در شاخه ‎-CURRENT موجود نیست)
- geom_concat (تکنیک JBOD)
- geom_vinum
- geom_ccd

### ماژول‌های رمزنگاری و فشرده‌سازی
- geom_eli (مورد استفاده توسط جلی برای رمزنگاری دیسک)
- geom_bde (مورد استفاده توسط جی‌دی‌بی‌ای)
- geom_shsec (ماژول رمزنگاری shared secret)
- geom_uzip (برای ایمیج‌های فشرده فقط-خواندنی)

### ماژول‌های فایل‌سیستم
- geom_label (برای برچسب گذاری بر روی دستگاها به منظور دسترسی راحت‌تر)
- geom_journal (قابلیت Journaling برای فایل‌سیستم یواف‌اس)
- geom_mbr
- geom_cache

### مجازی‌سازی
- geom_md (ایجاد دیسک‌های مجازی با استفاده از فایل‌ها)
- geom_nop (برای ایجاد یک لایه شفاف بر روی یک دستگاه به منظور خطایابی و آزمایش)
- geom_gate
- geom_virstor
- geom_linux_lvm